# Cabo Espichel
El cabo Espichel es un cabo en la costa atlántica portuguesa, al oeste de la ciudad de Sesimbra. El cabo es el punto más meridional de la desembocadura del río Tajo. Muchos turistas son atraídos allí debido a las impresionantes vistas que se contemplan desde sus acantilados hacia el océano Atlántico.
En el lugar se encuentra un faro, edificado en 1790, y el Santuario de Nuestra Señora del Cabo Espichel, una de las mayores devociones de la Virgen en los alrededores de Lisboa, que tiene más de 700 años.

## Véase también

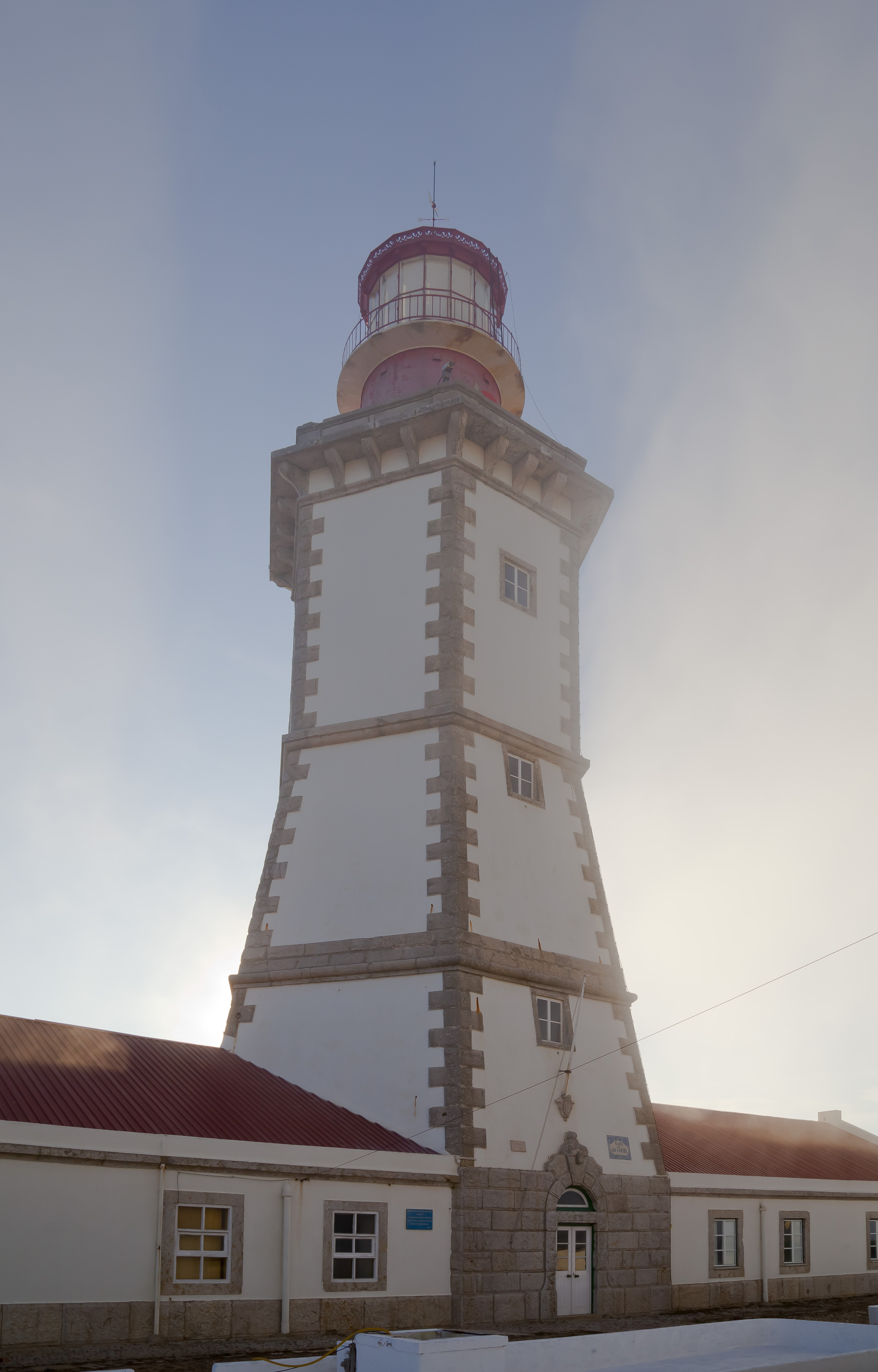
Faro del cabo Espichel

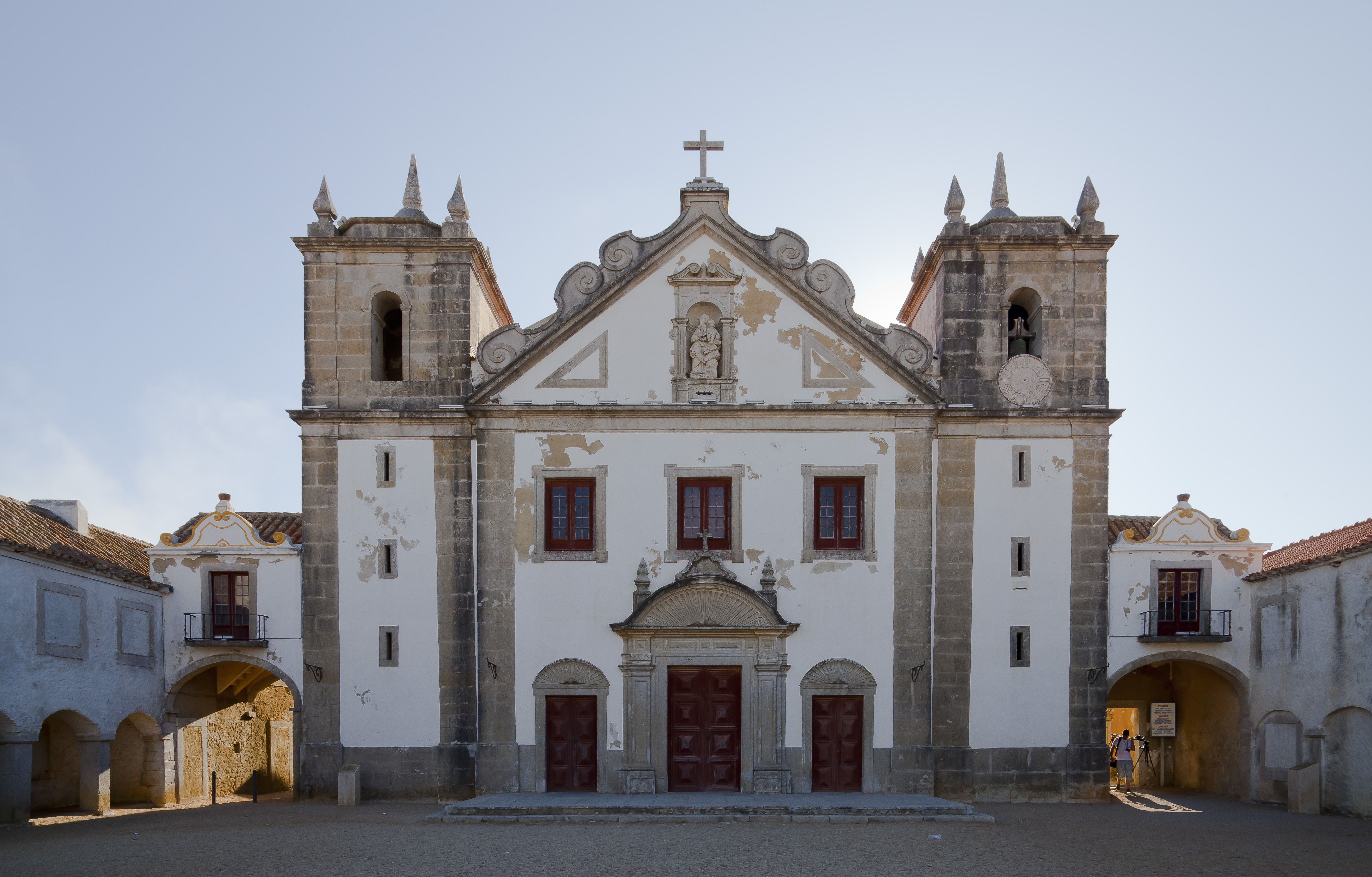
Casa dos Círios